# タナ (ブドウ)
タナ（仏：tannat）はフランス南西部原産の赤ワイン用ブドウ品種。フランスのマディランで栽培されるほか、現在ではウルグアイで多く栽培される。

## 歴史
原産地はフランス南西部のマディランであると考えられている。18世紀末には文献に「tanat」との記載が現れ、19世紀には現在と同じ「tannat」との綴りに変化した。ウルグアイでは、1870年にバスク人によりサルト市にタナが持ち込まれた。普及に貢献したパスカル・アリアゲの名前から、ウルグアイではアリアゲというシノニムでも呼ばれている。
DNA鑑定の結果から、マンサン・ノワールというフランス南西部に存在する品種と親子であることが分かっている。

## 栽培
樹勢の強い品種であり、収量も多い。乾燥に対しては極めて弱く、適度に水分を保持しながらも排水性の良い粘土石灰質の土壌などに適合する。灰色かび病やダニ・ヨコバイといった虫害には弱い。

## 生産地域

### フランス
フランスではおよそ2700haの栽培面積があるが、そのほとんどがフランス南西部バスク・ピレネー地方のAOCマディランに存在する。マディランではAOCの規定によりタナを60～80％使用することが義務付けられている。マディランは粘土質土壌であり、かつ日照時間が豊富で晩秋に雨の少ない海洋性気候であるためタナの栽培に適している。タナとのブレンドにはカベルネ・フラン、カベルネ・ソーヴィニヨン、フェールなどの品種が用いられる。
マディラン以外では、イレルギーなどフランス南西部の小規模な地域で栽培がみられる。また、カオールでは主要品種としてマルベックが用いられるが、ブレンド用にタナを使うことがある。

### ウルグアイ

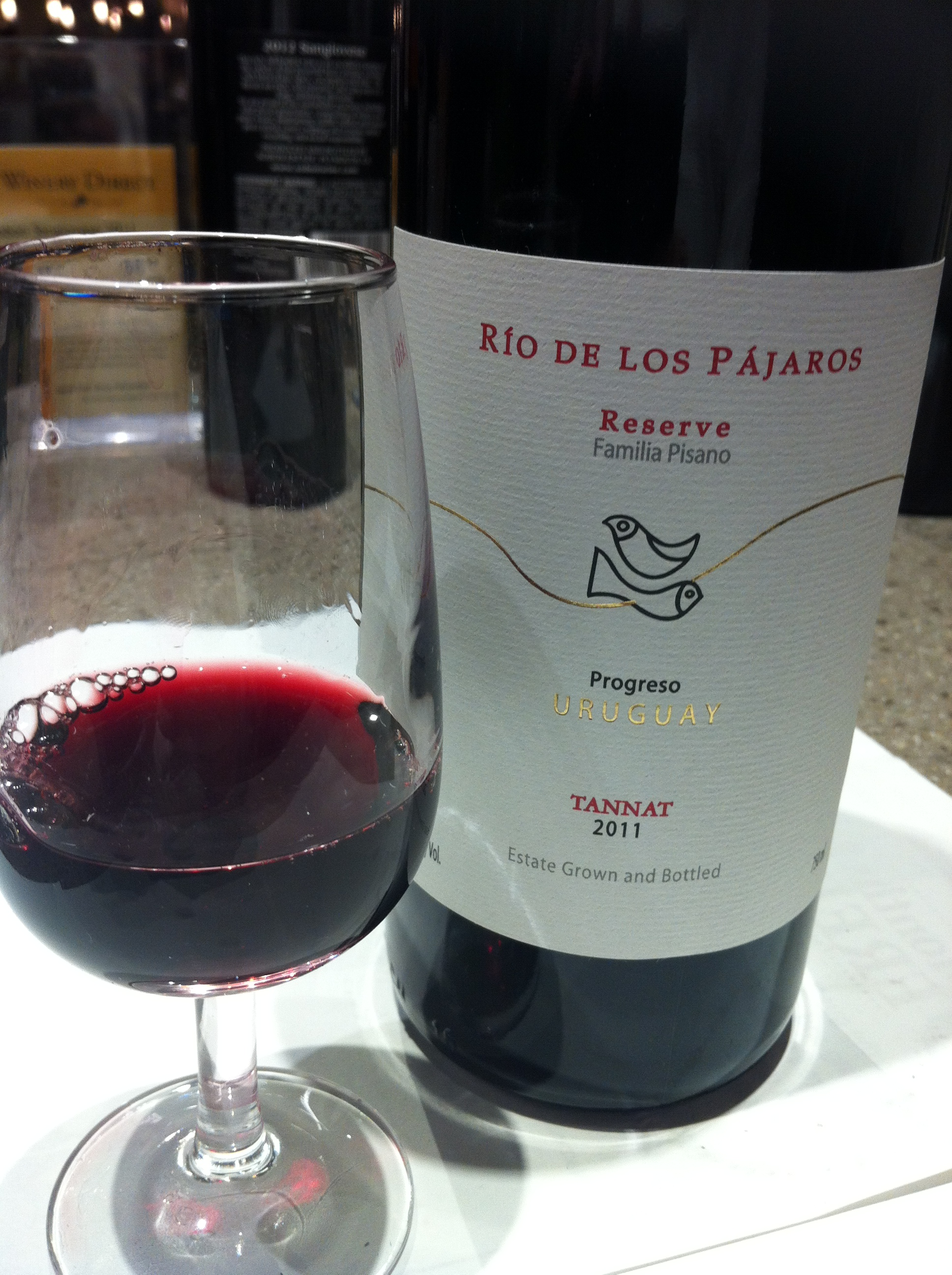
ウルグアイ産のタナ。

ウルグアイではタナが最も多く栽培されている品種であり、2021年においてはウルグアイのブドウ栽培の27%にあたる1608haの栽培面積があった。ウルグアイは大西洋の影響を受けた穏やかな気候であり、タナの栽培に適していると言われている。

## ワインのスタイル
色が濃く、豊富なタンニンのために渋みが強い。カシスやプラムといった果実のアロマのほか、リコリス、燻製、カルダモンなどのスパイスのようなニュアンスがある。骨格が強いワインとなるため長期熟成にも向くが、醸造技術の進歩によってフルーティーさを併せ持つワインも産み出されるようになった。
マディランでは、飲み頃を早めるために1990年にマイクロ・オキシジェネーションと呼ばれる手法が開発された。これは発酵中ないしは熟成中にワインに酸素を吹き込むことによって適度に酸化を進めるというものであり、1990年台後半にはボルドーにおいても広く用いられるようになった。
ウルグアイは雨が多いことからマディランのものよりもタンニンに丸みがあると言われている。メルローやピノ・ノワールとのブレンドによりさらに柔らかい味わいに仕立てられることもある。
強いタンニンが肉の脂と合うことから、肉料理と合わせられることが一般的である。キノコ類や熟成されたチーズとの相性も良い。